# 톄리루역
톄리루역(铁力路站)은 상하이 바오산구 푸진로·커둥로에 위치한 상하이 지하철 3호선의 역이자, 3호선에서 유일한 지하역이다.

## 역 특색
본 역은 특색이 있는데, 역 천장(즉, 대합실 천장)은 전면 투명한 "유리나무(玻璃樹)"를 이용하여 설계하였기 때문에, 대합실은 천연광으로 조명하고, 역 승강장은 通風井을 이용하여 채광하여, 대합실 문 밖에서 통풍정을 볼 수 있다.

## 역 구조
| 지면층   | 대합실                              | 1-2번 출구, 개집표기, 자동매표기, 유인 안내데스크 |
| 지하 1층 | 상대식 승강장, 오른쪽 출입문이 열림 | 상대식 승강장, 오른쪽 출입문이 열림               |
| 지하 1층 | ←                                   | ■3호선 장양베이루 방면 (시·종착역)                |
| 지하 1층 | →                                   | ■3호선 상하이 남역 방면 (여우이루)                |
| 지하 1층 | 상대식 승강장, 오른쪽 출입문이 열림 |                                                   |

## 출구
|           |                          |      |  |
| 출구 번호 | 출구 위치                | 사진 |  |
| 1번 출구  | 푸진로 북측, 커산로 서측 |      |  |
| 2번 출구  | 푸진로 북측, 커둥로 동측 |      |  |

## 버스 노선
172, 711, 769, 융뤄선, 쑹자선, 쑹자 전용선, 쑹징 전용선, 바오산 8로

## 역 주변
이 역은 상하이 바오산 철강회사 공장 구역과 인접해 있다.